# Lara Mitraković
Lara Mitraković (Split, 1992.), hrvatska pjesnikinja i članica Književne grupe 90+. Studentica kroatistike i sociologije, odrasla u Komiži na Visu.

## Djela
- Brojanje pogrešaka (2016.)
- Dva puta za jug (2019.)